# 로뱅 캉피요
로뱅 캉피요(프랑스어: Robin Campillo, 1962년 8월 16일 ~ )는 모로코 태생의 프랑스 영화 감독, 영화 각본가로, 모로코 모하메디아에서 태어났다. 각본을 쓴 영화 《타임 아웃》(2001)이 베네치아 영화제에서 수상하면서 이름을 알렸다. 《돌아온 사람들》(2004)로 장편 영화 감독으로 데뷔했다. 《120 비츠 퍼 미닛》(2017)로 2017년 칸 영화제 심사위원상을 수상했다.

## 연출 작품 목록

### 영화
| 연도 | 제목                | 원제                      | 배역                            | 비고 |
| ---- | ------------------- | ------------------------- | ------------------------------- | ---- |
| 1997 | 상기네르 섬         | Les Sanguinaires          |                                 |      |
| 1999 | 인력 자원부         | Ressources humaines       |                                 |      |
| 2001 | 타임 아웃           | L'Emploi du temps         |                                 |      |
| 2003 | 밤비를 누가 죽였나? | Qui a tué Bambi ?         |                                 |      |
| 2004 | 돌아온 사람들       | Les Revenants             |                                 |      |
| 2005 | 남쪽을 향하여       | Vers le sud               |                                 |      |
| 2008 | 클래스              | Entre les murs            | 세사르상 각색상 수상            |      |
| 2012 | 폭스파이어          | Foxfire                   |                                 |      |
| 2013 | 이스턴 보이즈       | Eastern Boys              | 베네치아 영화제 오리종티상 수상 |      |
| 2014 | 이타카로의 귀환     | Retour à Ithaque          |                                 |      |
| 2016 | 플라네타륨          | Planetarium               |                                 |      |
| 2017 | 120BPM              | 120 battements par minute | 칸 영화제 심사위원상 수상       |      |